# Headcrab
El Headcrab es un parásito extraterrestre ficticio que se encuentra en los videojuegos Half-Life, Half-Life: Opposing Force, Half-Life: Blue Shift, Half-Life: Decay, Half-Life 2, Half-Life 2: Episode One, Half-Life 2: Episode Two y Half-Life: Alyx, creados por Valve Software, y es el enemigo más frecuente y distintivo de la saga. Los headcrabs también son llamados asaltadores de cabezas por Barney Calhoun y parásitos por los Combine Overwatch.
Actualmente existen 6 variaciones (una en Half-Life, dos en Half-Life 2 y otras dos en Half-Life: Alyx), poseyendo todas ellas la habilidad de transformar a humanos y transhumanos en zombis. Las introducidas en Half Life 2 y Half Life: Alyx, aunque similares al headcrab original, varían en cuanto a sus proporciones, color y efectos sobre el organismo parasitado.

## Headcrab estándar

### Descripción física
Designado a menudo como el headcrab normal, probablemente por aparecer en primer y exclusivo lugar en Half-Life, es una criatura de unos 60cm. de largo que consiste en un cuerpo de forma semioval, con cuatro apéndices para el movimiento (dos pinzas en el frente, y dos patas en la parte posterior) y seis apéndices frontales más pequeños, situados entre las pinzas delanteras, que podrían tener funciones sensoriales, si bien los dos más cercanos a las pinzas delanteras están provistos de una especie de uñas que podrían jugar un papel en la tarea de controlar al objetivo. Su apariencia es similar a un ácaro de polvo. En su parte ventral posee una boca redondeada de buen tamaño, de cuyo extremo frontal parten las patas delanteras. Este orificio está provisto de "dientes" con los cuales se aferra al cráneo del organismo parasitado.
Su coloración varía desde un tono beige blanquecino en la parte central superior al marrón oscuro en las patas, siendo los seis apéndices rojizos (aunque este puede simplemente ser el color de la sangre). Los encontrados en Half-Life son notablemente más pequeños que los de Half-Life 2, que tienen cuerpos aproximadamente del tamaño de una sandía.
Aunque de pequeño tamaño, el headcrab tiene la capacidad de saltar rápidamente largas distancias usando sus patas traseras, mientras que se inclina hacia atrás para poner su boca frente a su blanco, infligiendo lesiones de poca importancia con sus garras, piernas y dientes. Su meta principal, sin embargo, es tomar contacto con el cuerpo de su presa.
Curiosamente, aunque los headcrabs del Half-Life no son capaces de tolerar las áreas contaminadas por la basura tóxica y la radioactividad, pueden nadar y sobrevivir en sustancias líquidas (incluyendo agua), mientras estos rasgos se invierten en Half-Life 2 . La resistencia de los headcrabs hacia los materiales tóxicos y radioactividad parece ser activada para estar en contacto con las presas que parasitan, por lo tanto se encuentra a los zombis con frecuencia en condiciones que serían de otra manera peligrosas para sus víctimas.
Los juegos también establecen que, si bien son parásitos y sus presas principales son los seres humanos, ellos mismos son a su vez presas de los habitantes de su planeta natal. Bullsquids, Vortigaunts y Barnacles los toman como alimento (cabe señalar que los barnacles ingieren todo lo que pueden agarrar); se puede ver que los Vortigaunts los cocinan en varias ocasiones. Incluso los humanos comen headcrabs, a pesar de que, aparentemente, no tienen buen sabor ( "no me acabo de acostumbrar", comentarios de un humano en Half-Life 2: Episode One).

### Comportamiento
Los headcrabs tienen una inclinación a esperar en esquinas oscuras a sus víctimas, y saltar sobre ellas. En campo abierto se sabe que pueden enterrarse en la tierra para pasar desapercibidos, y emerger cuando una víctima se acerca. A menudo van en grupos, y persiguen a su presa. Cuando se encuentran a una distancia relativamente corta de esta, caminan sobre sus patas traseras y los dos apéndices más exteriores, mientras levantan las patas delanteras en una postura de preparación para el mordisco.
Por sí mismo, un headcrab no es una gran amenaza para el jugador, ya que, al llevar el protagonista el traje de protección, los headcrabs no lo pueden zombificar. Sin embargo, para otros seres humanos y especies de alienígenas como el vortigaunt así como para cualquier otra presa potencial los headcrabs pueden llegar a ser muy peligrosos. Su movimiento es relativamente rápido, aunque sus ataques físicos hacen muy poco daño. Además, pueden ser exterminados con relativa facilidad, siendo la palanca o algunas balas más que suficiente para liquidarlos. Su única ventaja es su capacidad de un salto sorprendentemente rápido a grandes distancias. En vuelo, se inclinan hacia atrás para enfrentar su boca con el objetivo, tratando de alcanzar su cráneo con el fin de controlarlo.
Los headcrabs producen varios sonidos audibles. Cuando no hay una presa cerca generalmente chirrian, mientras sacuden sus cuerpos hacia adelante y hacia atrás. Al atacar, el headcrab emite un chillido agudo cuando salta hacia su víctima. 
En Half-Life, los headcrabs tiene su origen en una criatura llamada Gonarch, que comparte cualidades físicas similares con los headcrabs, aunque de mucho mayor tamaño. Las crías crecen en un saco que cuelga debajo del Gonarch.

## Otros tipos de Headcrabs
Son 2 variedades nuevas que aparecen en Half-Life 2 y otras 2 en Half Life Alyx. Se cree que son nativas del planeta Xen, aunque no aparecieron en Half-Life. Es posible que sea porque la lluvia de portales no alcanzó la zona donde estaban los otros tipos de headcrabs (los portales solo se abrieron en una parte del planeta).
A pesar de semi-mantener la forma básica, a excepción de una, todas las variaciones del headcrab se diferencian en el movimiento, coloración, tamaños relativos y efectos sobre el huésped.

### Fast Headcrab
La primera variación es el Fast Headcrab. Es similar a un headcrab normal, pero con una apariencia insectoide. Si bien su cuerpo es más pequeño que el del headcrab, sus piernas son más largas y delgadas y están rematadas en largas uñas, consevando el tamaño general de la especie, y sus movimientos son mucho más rápidos. Los seis apéndices frontales se reducen a cuatro. Es también capaz de aferrarse a las paredes y los techos usando sus garras, una capacidad vista por primera vez en el Half-Life 2: Episodio Uno. Los fast headcrabs son depredados por los Vortigaunts.

### Poison Headcrab o Headcrab Venenoso
La segunda variación, es el Poison Headcrab (también conocidos como Headcrab Negro o Headcrab Venenoso). Es fácilmente identificable por su piel verde oscura (a veces con un brillo morado) y un pelaje grueso de color blanco en sus patas, visible desde cierta distancia. Semejante al fast headcrab en cuanto a su forma general, difiere de él, además de en el color, en su postura al caminar con el cuerpo cercano al suelo, flexionando la marcada articulación presente en sus cuatro patas. Emite un chirrido distintivamente siniestro. Los headcrabs venenosos se mueven lenta y cautelosamente, pero saltan con una velocidad y a una altura increíbles acompañados por un chillido enojado cuando se aproximan a su víctima. Lejos de su naturaleza temible, las marcas dorsales del headcrab venenoso son similares a la de una especie de la araña tejedora, Araneus diadematus. El headcrab venenoso es el más lento de los headcrabs, pero el daño infligido es mayor que el de un headcrab normal. Hace gala de un gran instinto de supervivencia, ya que cuando es herido tiende a alejarse del enemigo.
La neurotoxina de los headcrab venenosos es extremadamente peligrosa. En el juego, reduce la salud del jugador hasta el 1% inmediatamente, sin importar la cantidad actual de la salud. El método de ataque de los headcrabs venenosos es a través de su veneno y no produce daño físico directo. Aunque reduce la salud del jugador, no es capaz de matarlo, ni siquiera atacando en gran número. Sin embargo, esto hace al jugador extremadamente vulnerable a los posibles enemigos cercanos, pues un jugador atacado por un headcrab venenoso no puede hacer frente a ningún daño hasta que se recupere.

### Armored Headcrab o Headcrab reforzado
La tercera variación es el Armored Headcrab, esta variación es en cuanto a forma igual a la del headcrab clásico, con la diferencia de que tiene una armadura orgánica capaz de evadir balas, en la parte inferior, dentro de su boca tiene su corazón, el cual es su único punto débil.

### Lightning Dog
El cuarto Headcrab es un headcrab eléctrico, apoya a los combines, y es capaz de meterse en los cadáveres que hayan dejado otros headcrabs para controlarlos con impulsos eléctricos. Este headcrab tiene 6 patas, conectadas entre sí. Es de color azul y tiene una cola, la cual es parecida al aguijón de un escorpión pero esta tiene un orificio por el cual puede soltar descargas eléctricas. Para matarlo cuando esta dentro de un huésped, hay que disparar en el sitio que este dentro del cuerpo. Este Headcrab también corre mucho y puede expulsar una niebla de color azul oscuro y negro con la cual escapa cuando esta herido. Tiene un núcleo en su cuerpo que sirve como fuente de energía para activar puertas.

### Headcrab bebé
En Half Life 1 hay una clase de headcrab diminuto el cual es expulsado desde el saco materno de Gonarch. Estos headcrabs son muy pequeños, van muy rápido y son de color ocre, como si fueran de piel transparente.

## Objetivo del headcrab
La meta fundamental de los headcrabs es situarse sobre la cabeza de una víctima adecuada, cubrirla embolsándola con su cuerpo mientras se aferra a ella con sus garras y patas traseras, para acto seguido tomar el control sobre el cuerpo de su presa, convirtiéndolo en una especie de zombi. El headcrab se fija encima de la cabeza de su víctima, donde se cree que por algún tipo de mecanismo biológico logra controlar el sistema nervioso de la víctima sin romper el cráneo, aunque no se sabe con exactitud como lo hace. No hay animación que muestre a un zombi del headcrab con los restos del cráneo esparcidos, así que se asume que el headcrab no rompe realmente la caja craneana, pero es posible que introduzca algún tipo de apéndice controlador en la boca de su víctima, ya que la boca queda extremadamente abierta y la parte superior de la cabeza mirando hacia arriba en todos los tipos de zombis. Sin embargo, los procesos del pensamiento de la víctima son aparentemente imperturbados, y por lo tanto se asume que esta sigue viva mientras es zombificada por un headcrab. Los gritos de las víctimas infestadas suenan siempre amortiguados por la presencia del headcrab alrededor de su cabeza.
No se ha visto nunca a ninguna de las especies de Xen infestadas con los headcrabs. De hecho, el físico del headcrab, y su necesidad evidente de afianzarse en la “cabeza” de un humanoide hace inverosímil que sea capaz de “zombificar” a otras criaturas de Xen. Como tal, no se sabe cómo los headcrabs subsisten en su ambiente nativo. Lamarr, headcrab doméstico del Dr. Kleiner, come sandías, aunque también se le ve atacando un cuervo más tarde. Por otra parte, los headcrabs son presas de los bullsquids, Vortigaunts, snarks y barnacles, aunque otros como los houndeyes o los gargantuas parecen ignorarlos.
En la mayoría de los casos, un headcrab sigue apegado a sus anfitriones hasta morir. En Half-Life 2, sin embargo, tienen la capacidad de abandonar su anfitrión si están significativamente heridos. La eliminación del headcrab revela que la cara y la cabeza han sido mordidos por la criatura, si bien el alcance de los daños en estas zonas depende del tipo de headcrab. 

### Headcrab zombie
Cuando un headcrab se fija a una cabeza con éxito, la víctima cae al suelo sufriendo convulsiones, pasando después a un estado inerme durante el cual se produce una transformación física, debido a la naturaleza extraterrestre del huésped, que está adaptado a un entorno distinto del de esta. Desarrolla desmesuradamente sus brazos y manos en unas alargadas garras, multiplica su fuerza, y una boca vertical dentada aparece en su tronco, desde el vientre hasta la garganta. Los "dientes" parecen ser las costillas del huésped seccionadas, y el esternón desaparece, dejando a la vista los órganos internos que resten. En Half-Life se ve a varios zombis arrancando carne de cadáveres y depositándola en esa "boca".
Igualmente, tanto los fast headcrabs como los poison headcrabs tienen esta capacidad, aunque cada una de las especies provoca distintas mutaciones en sus anfitriones, debido a las distintas formas de ataque que utilizan. Una característica inusual de estas dos especies es que povocan la mutación de los tres dedos centrales de cada mano en garras, mientras el zombi "estándar" hace mutar los cinco. Asimismo, ninguna de estas dos variantes posee la boca vertical, aunque los zombis creados por un Fast headcrab si tienen las costillas seccionadas y parecen carecer de órganos internos.
Los zombis no parecen tener mucha inteligencia, dado que no se ocultan cuando persiguen una presa, olvidando el peligro y siendo presa fácil de un disparo. En Half-Life 2 ganan la capacidad de lanzar hacia el jugador los objetos susceptibles de ello que se encuentran a su paso, pudiendo golpear a este, con el peligro consiguiente. Son también capaces de "sobrevivir" a pesar de perder ambas piernas y la parte inferior del torso, arrastrándose usando sus brazos, aunque tanto el huésped como el parásito son eliminados si se golpea o dispara directamente a la cabeza.
En Half-Life 2, Los zombis emiten horribles sonidos. La reproducción de partes de un archivo de sonido de la víctima hacia atrás reproducen gritos de dolor extremadamente inquietantes. Los gritos se han interpretado como "¡Dios, ayuda!", "¡Matame!", "¡¿Por qué?! ¡¿Por qué?! ¡¿Por qué?!", "¡Ayúdame!", y, cuando se les pone en contacto con fuego, "¿Por qué la luz?" Y "¡Me gusta esto!". Esto, sumado a la terrible mueca de dolor que se observa en el cráneo del huésped si se retira el parásito implica que, a pesar del daño masivo que sufre el huésped durante la toma de control, y a lo largo del resto de la infestación, el pobre es consciente (al menos en parte, aunque probablemente por completo) de todo el proceso y de sí mismo, pero incapaz de luchar contra el control del headcrab, y, presumiblemente, presa de un constante e inimaginable dolor.
El zombi puede ser detectado por el sonido que hace mientras se desplaza y sus frecuentes gemidos. Una vez detecta una víctima la golpea con sus brazos hasta su muerte para luego devorarla. Dada su baja inteligencia y su inconsciencia de otros peligros son especialmente vulnerables a las trampas: en la ciudad de Ravenholm, en Half-Life 2, hay dispersas varias bombonas de gas inflamable y trampas de diversos tipos que dan buena fe de esto. Algunos de los zombis encontrados en el juego no tienen cuerpo debajo de la cintura. Irónicamente, aunque más lentos, estos zombis son más difíciles de matar.

### Gonome
El gonome es al parecer el siguiente paso de “mutación” del headcrab zombie. Aunque muy pocos headcrabs logran alcanzar esta etapa (se cree que uno de cada 50) es más grande, más fuerte, y más inteligente que los zombis “ordinarios”; también produce una saliva volátil (similar a la de un bullsquid) que la criatura pueda coger de su "boca" y lanzar como arma. Oficialmente, los gonomes aparecen solamente en Half-Life: Opposing Force.

### Fast zombie
Cuando un Fast headcrab encuentra y captura un huésped, crea un Fast zombie. Los fast headcrabs producen zombis más delgados, completamente desprovistos de piel externa, tejidos excepto los músculos y todos los órganos internos, dejando amplias zonas del esqueleto al descubierto. Estos zombis son asombrosamente rápidos, ágiles, y tienen la capacidad de saltar largas distancias y de trepar paredes u otras superficies rápidamente. Los zombis rápidos se mueven a cuatro patas, pero adoptan la postura erguida cuando atacan, al igual que los otros tipos de zombis. Se delatan por sus numerosas vocalizaciones y un espeluznante grito de guerra al aproximarse a una presa. 
Las animaciones en Half-Life 2: Episodio uno y los tráileres para el Half-Life 2: Episodio dos demuestran que los zombis rápidos tienen la capacidad de manipular mecanismos simples, como abrir las puertas de un vehículo, permitiéndoles atacar a pasajeros. En el episodio uno se muestra el torso superior de un zombi rápido arrastrándose, de manera similar a un zombi estándar, implicando que los zombis rápidos también pueden sobrevivir siendo cortados en dos.

### Poison zombie
Es el producto de los headcrabs venenosos. A pesar de ser el más lento, parece tener una resistencia al daño mucho más elevada que los otros tipos. Generalmente un zombi venenoso lleva encima, además de su huésped, varios headcrabs venenosos más que se enganchan a él. Cuando el huésped detecta una amenaza o posible presa, hace que el zombi lance estos headcrabs hacia el enemigo con preocupante precisión, aunque los headcrabs son capaces de saltar por sí mismos. Dado que los zombis no son venenosos por sí mismos, si se lleva a uno de ellos a la situación de no tener más headcrabs a lanzar, atacará con sus garras como un zombi tradicional. Su presencia se puede detectar por su respiración pesada o sus quejidos.

## Zombine
Half-Life 2: Episodio uno introduce un nuevo tipo de zombi: el zombine o alizombi. Este zombi es creado como resultado de la parasitación del headcrab en un soldado transhumano de la Alianza. En el episodio uno solo se observan especímenes parasitados por headcrabs estándar. Alyx acuña el término “Alizombi” como la unión de un “zombi” y de un “Alianza”.
Los zombines son más rápidos que los zombis normales, pero son más lentos que los fast zombis. Son más fuertes que sus contrapartes normales, (apuntando a la cabeza, costarían 2 disparos dobles de escopeta) debido a su armadura intacta en la batalla y los cuerpos casi mecánicos. 
Los zombines tiene la capacidad de utilizar granadas, aunque de manera diferente a como lo haría un soldado no parasitado, ya que continua aferrándose a la granada activa. Es posible quitarle la granada de las manos con el arma de gravedad, para luego lanzarla a una distancia prudente. Los gemidos del zombine se filtran a través del vocalizador electrónico del soldado.
El Alizombie se muestra como evidencia de que la Alianza está perdiendo el control de la ciudad 17, continuando los acontecimientos de Half-Life 2: antes de la sublevación humana había muy pocos headcrabs en la ciudad.
El retiro del headcrab de un zombine revela que aparte de que la mandíbula y la porción más baja del cráneo del soldado es mordida, ha causado un pequeño daño en el cerebro de la víctima afectando su inteligencia, explicando porqué estos zombis parecen guardar tan poco de su inteligencia anterior. El reconocimiento parcial da a entender que los zombines permanecen en su estado, como zombis regulares, sin posibilidad de evolucionar a Gonome.
Otra singularidad es la ausencia del casco del soldado. Puede ser asumido que un soldado nunca entraría batalla sin un casco. Algunas posibilidades incluyen que el casco es desechado en pedazos en un cierto plazo o cae durante el proceso del zombificación. Sea por el motivo que sea, cuando se quita el headcrab es claramente visible que el cráneo entero esta seriamente dañado.

### Zombi Reforzado
Este zombi es añadido en Half Life Alyx, siendo idéntico al zombie normal, pero con la diferencia de que no se le puede matar dándole en la cabeza, ya que estos poseen un headcrab reforzado.

### Zombi Eléctrico
El zombi eléctrico tiene la cualidad de que ya esta muerto, a veces tiene ya un headcrab muerto en la cabeza también. Este zombi es controlado por un Lightning Dog, tiene la habilidad de que su punto débil (El Lightning Dog) puede moverse por dentro del huésped y controlarlo con electricidad. El ataque de este zombi es electrificar en línea recta el suelo.

## El uso de losCombine
En Half-Life 2, la raza extraterrestre de los Combine utiliza a los headcrabs como forma de armamento biológico contra la resistencia. El procedimiento consiste en lanzar proyectiles que contienen varios headcrabs con un mortero (solamente aparece uno, en Half-Life 2: La costa perdida), con el objetivo de zombificar o directamente matar al enemigo que ocupa la zona próxima. Lanzados en grandes cantidades, los proyectiles son altamente eficaces en neutralizar un contingente grande de tropas e inhabilitar una zona, según lo probado durante una visita a la ciudad devastada de Ravenholm. 
Los headcrabs y los fast headcrabs son la "munición" más habitual, aunque los poison headcrabs son lanzados durante la batalla en la iglesia de Half-Life 2: La costa perdida, y en el capítulo "Salida 17" de Half-Life 2: Episodio uno.
El mecanismo de los Combine para obtener una gran cantidad de headcrabs para el uso en estos proyectiles fue revelado en Half-Life 2, en el cual un saco genital amputado de Gonarch se puede encontrar suspendido en un bastidor construido por los Combine.

## Lamarr
En Half-Life 2, aparece un headcrab doméstico que pertenecía al doctor Isaac Kleiner, Lamarr, que arruina el Teletransportador de Kleiner y fuerza a Freeman a viajar a pie. Fue llamada así por el nombre de una actriz e inventora de los años 30, Hedy Lamarr, según lo sugerido por una frase del Dr. Kleiner. Lamarr es la primera prueba de que es posible inhabilitar la capacidad de los headcrabs para zombificar a una víctima. Kleiner quitó los dientes que rodean su boca, eliminando su capacidad de aferrarse a la cabeza de una víctima, imposibilitando así que se aferre a ninguna presa y la convierta en un zombi (a menos que la presa no haga nada por evitarlo). El comportamiento de Lamarr también puede ser prueba de la capacidad "doméstica" de Headcrab. Lamarr es visto caminar al lado del Dr. Kleiner y mirar a escondidas desde una esquina, demostrando que es inofensivo/a al menos en cierto grado. Aunque Kleiner se refiere a Lamarr como hembra, se desconoce si los headcrabs tienen género, aunque se cree que las hembras son las destinadas a ser un gonarch y los machos no. Lamarr subsiste con una dieta de fruta, según lo indicado por una nota fijada en un tablero en el laboratorio de Kleiner, donde dice como recordatorio "comprar más sandías" (Probablemente su favorito por su semejanza a una cabeza humana).
En el Episodio Dos, se ve a Lamarr entrando en el misil del Silo 1, que va a ser lanzado para cerrar el portal, lo que implicaría enviar a Lamarr al espacio. Aunque tras esto pasa un largo tiempo en el juego hasta su lanzamiento, suficiente para permitir que escape Lamarr. El jugador puede opcionalmente cerrar la puerta del Misil, lo que aseguraría que Lamarr no pudiese escapar. Esta decisión no tiene efecto aparente en el juego, pues en ambos casos al momento del lanzamiento, Kleiner comenta que hay una pequeña carga de más de 4kg en el Misil, pero el Dr. Magnuson asegura que está dentro de los límites y que debe ser solo una anomalía. Así, Lamarr es lanzado al espacio.
En la versión para Xbox 360, para ganar el Logro "Pequeño gnomo Cohete" se debe ubicar un gnomo de jardín al principio del episodio y ponerlo dentro del misil para que Lamarr "Tenga compañía en su viaje".

## Publicidad
Para satisfacer la demanda de peluches tras la insistente petición de los jugadores, Valve lanzó a la venta un headcrab de felpa .
El headcrab salió a la venta en diciembre de 2006. Está diseñado para que quien lo use aparente estar bajo el ataque de un extraterrestre ficticio.

## Similitudes con otras criaturas de ficción
El headcrab es muy similar al exótico atrapacaras (facehugger) de la saga Alien, ya que no tienen ojos visibles y dan un salto hacia su presa. Aunque sus efectos para las víctimas son diferentes, existen muchas similitudes entre las criaturas. Por ejemplo, el fast zombie es similar al Dog Runner o Xenoforme. Los brainsuckers o succionadores de cerebros de X-Com: Apocalypse. Los brainsuckers son pequeñas criaturas de cuatro patas amarillas que saltan a la cabeza de su víctima, aunque los brainsuckers caen y mueren después de una exitosa zombificación. El Flood de la serie de videojuegos Halo también es similar al headcrab. Los Floods utilizan una aguja en el cuello de la víctima para tomar el control a través de la columna vertebral, a pesar de que están llenos de gas inflamable y explotan violentamente cuando se les dispara. Como curiosidad, los Flood en su forma infecciosa se "lanzan" contra su enemigo para atacarlo. Una clara referencia al comportamiento del headcrab de saltar contra el jugador para retroceder y volver a atacar.
- Datos: Q1072320